# Ava Fabian
 (octobre 2013).
Lynne Austin Rebekka Armstrong
Lynne Austin Rebekka Armstrong
Ava Fabian est une actrice et mannequin américaine, née le 4 avril 1962 à Brewster (New York), (États-Unis).
En 1992, à Los Angeles, elle ouvre un restaurant, qu'elle nomme Ava.